# ريبيكا آيسنبرج
ريبيكا آيسنبرج (بالإنجليزية: Rebecca Eisenberg)‏ هي محامية أمريكية، ولدت في 1968 في ميلواكي في الولايات المتحدة.